# Paraf-Javal
Pour les articles homonymes, voir Georges Mathias et Javal.
Georges Mathias, dit Paraf-Javal (pseudonyme Péji), né le 31 octobre 1858 à Paris et mort le 13 mars 1941 à Montluçon, est un inspecteur de navigation, professeur de sciences naturelles, artiste graveur et écrivain.
D’abord proche du socialisme, il rallie l'anarchisme individualiste. Il est souvent décrit comme une personnalité « controversée » du mouvement libertaire.

## Biographie

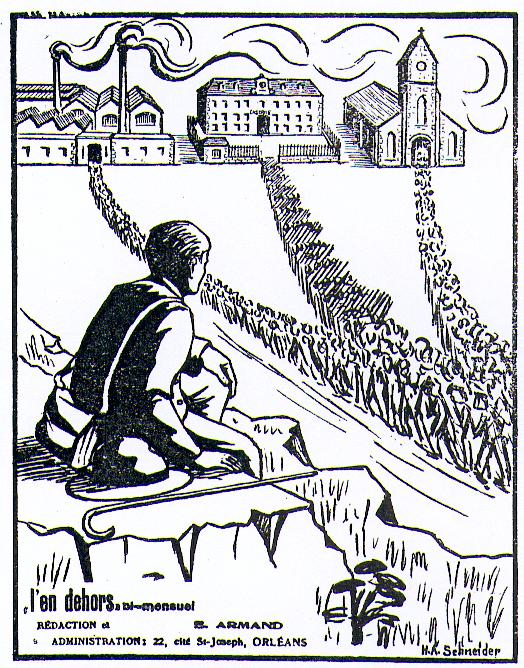
Une affiche du journal L’En-dehors pour les milieux libres.

Il commence son activité politique lors de l'Affaire Dreyfus. En 1899, ses conférences et ses articles le font connaître plus largement. Il signe alors Péji, des deux premières lettres de son nom composé.
En 1900, il fait la connaissance de Libertad auquel il se lie d'amitié pendant plusieurs années. Il donne, à cette époque, des « Causeries populaires » bimensuelles, notamment sur le thème de « L’organisation du bonheur », où il développe ses théories sur le « transformisme universel ».
En 1902, avec notamment Élisée Reclus, Jehan Rictus, Lucien Descaves, Maurice Donnay, Henri Zisly, Émile Armand, Georges Deherme, il est parmi les fondateurs de la Société pour la création et le développement d'un milieu libre en France qui appuiera la création d'une communauté libertaire, La Clairière de Vaux (Essômes-sur-Marne, Aisne), « premier milieu libre » français non éphémère dissout en 1907,.
En décembre 1902, il est parmi les fondateurs de la Ligue antimilitariste avec Gaston Dubois-Desaulle, Henri Beylie, Albert Libertad, Émile Janvion, Émile Armand et le secrétaire de la Fédération des Bourses du travail, Georges Yvetot. La Ligue a pour but la suppression de toutes les armées et participe, en juin 1904, au Congrès antimilitariste d'Amsterdam initié par Domela Nieuwenhuis. Ne préconisant comme moyen d'action que la désertion, Libertad et Paraf-Javal refusent de se soumettre aux décisions adoptées et abandonnent la Ligue dès le lendemain de la réunion.
De mars à juin 1904, dans une série d'articles du Libertaire, il dénonce ce qu'il considère comme l'« absurdité syndicale et coopérative ». On peut y lire : « Les élections contribuent à la fabrique de l’autorité, c’est-à-dire font durer l’autorité ; les syndicats s’efforcent de rendre moins intolérables les rapports entre patrons et ouvriers, c’est-à-dire font durer le patronat ; les coopératives contribuent à faire concurrence au commerce, c’est-à-dire font durer le commerce. »
Il collabore à de très nombreuses publications libertaires dont l'hebdomadaire L'Anarchie fondé, en 1905, par Albert Libertad, et il en assume pendant un moment la direction.
En 1907, de graves dissensions l'opposent à Libertad et au groupe des « Causeries populaires ». Il crée alors une nouvelle association « Le Groupe d'Études Scientifiques » avec notamment Maurice Duflou. Pensant résoudre tous les problèmes philosophiques par la science, il apparaît alors comme un scientiste borné et intransigeant, de même qu'un antitabagiste et antialcoolique virulent.
Après la première guerre mondiale, il tient une librairie à Paris (celle de son fils aîné mort à la guerre) et poursuit ses conférences.
Il est initié en franc-maçonnerie à la loge « La Montagne » de la Grande Loge de France à Paris, dont il devient le vénérable maître en 1930. En 1935, il fonde la « Grande Loge de la fraternité universelle » en dissidence avec son obédience maçonnique.
En plus d'être l'auteur de très nombreuses brochures politiques, il rédige des cours d'arithmétique physique édités en espagnol pour l'Escuela Moderna de Francisco Ferrer.

## Œuvres
- Libre examen, 1901.

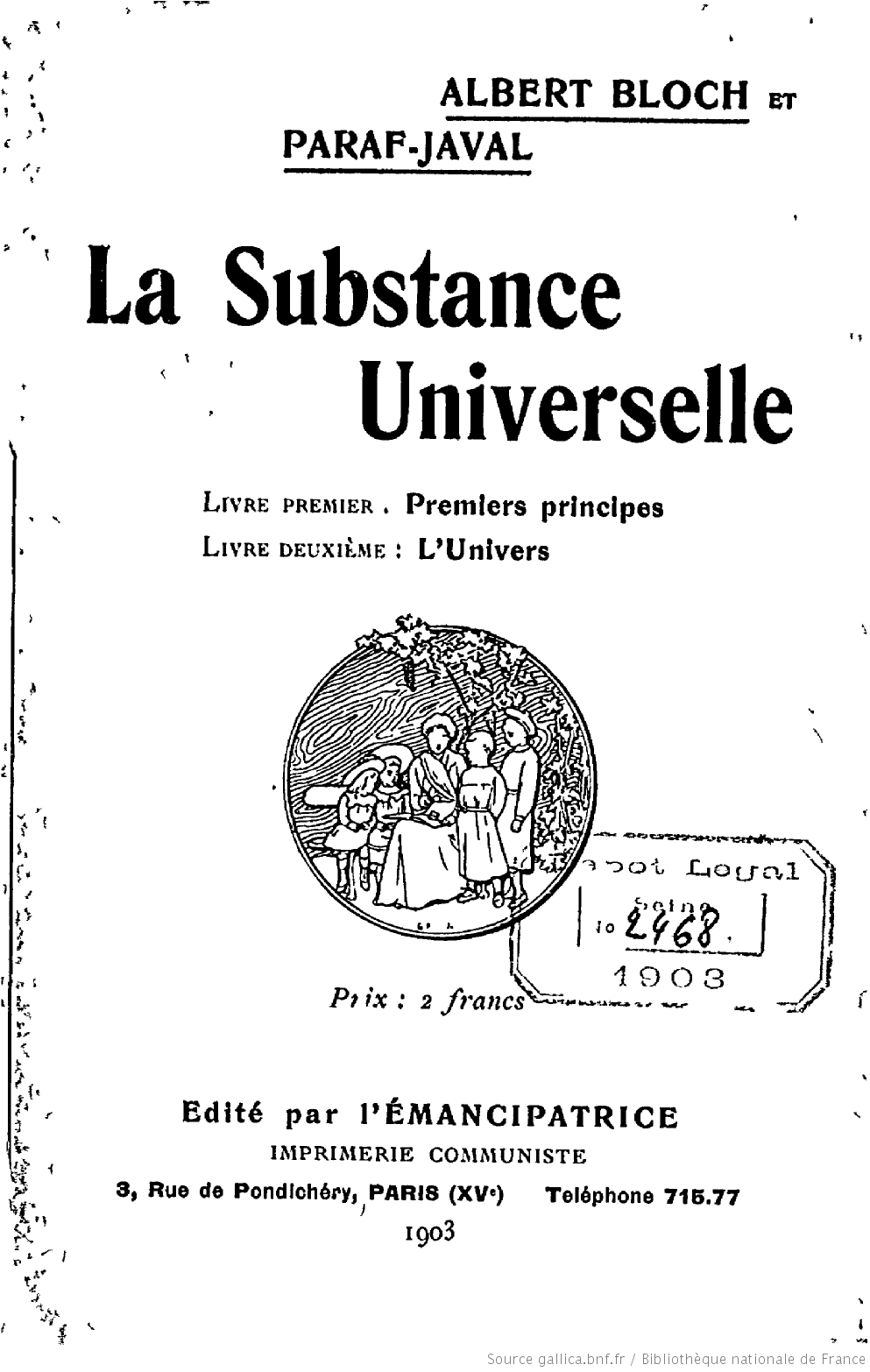
La substance universelle, Albert Bloch, Paraf-Javal, 1903.

- L'absurdité de la politique, 1902.
- La substance universelle, 1903.
- L'argent, 1905.
- L'absurdité des soi-disant libres-penseurs : les faux libres-penseurs et les vrais, 1905.
- L'absurdité de la propriété, 1906.
- Les faux droits de l'homme et les vrais, 1907.
- Le monopole de l'abrutissement officiel, 1909.
- L'Humanité, interview de son oncle par ma nièce, 1909.
- La Bonne méthode, 1909.
- La Morale transformiste, 1909.
- La Légende détruite. Indications pour essayer de suivre l'histoire de Jeanne d'Arc dépouillée des mensonges surnaturels et nationalistes et d'une façon générale se libérer de la croyance à la réalité de l'irréel, 1929.
- Le vrai communisme et le faux, 1935.